# NGC 6885
NGC 6885, também chamado de Caldwell 37, é um aglomerado estelar aberto na constelação de Vulpecula. Ele possui diversas estrelas azuis de classe espectral O ou B.